# Ángel Cabrera (futebolista)
Ángel Ruben Cabrera Santana (Mercedes (Uruguai), 9 de outubro de 1939 - 15 de novembro de 2010) é um ex-futebolista uruguaio que atuava como atacante.

## Carreira
Ángel Cabrera fez parte do elenco da Seleção Uruguaia de Futebol, na Copa do Mundo de 1962.